# Jan Moravec
Jan Moravec (* 13. července 1987, Rohozná, Československo) je český fotbalový záložník, hráč klubu FC Zbrojovka Brno.

## Klubová kariéra
Svoji fotbalovou kariéru začal v Rohozné, odkud ještě jako žák zamířil v roce 1996 nejprve do Svitav a poté odešel o 5 let později do Bohemians Praha 1905. V létě 2006 se propracoval do prvního týmu mužstva. Na podzim 2009 zamířil na hostování do SK Kladno, odkud se po půl roce vrátil do Bohemians. 27. června 2014 prodloužil s klubem smlouvu do konce ročníku 2014/15.
V létě 2015 mu nevyšlo angažmá v Itálii ani ve Slovanu Liberec, nakonec odešel na hostování do českého druholigového klubu MFK Karviná. S Karvinou slavil v sezóně 2015/16 postup do 1. české ligy. V létě 2016 do Karviné přestoupil.